# Jacksonville Tea Men
O Jacksonville Tea Men foi um time de futebol sediado em Jacksonville, Flórida, EUA. No geral, o Tea Men jogou um total de quatro temporadas em Jacksonville, primeiro na liga principal North American Soccer League (NASL) de 1980-1982, depois no nível inferior da American Soccer League e da United Soccer League de 1982–1984. A encarnação do clube na NASL foi o primeiro time de futebol profissional de Jacksonville, e a primeira franquia esportiva da liga principal já baseada na cidade.
A equipe originou-se como New England Tea Men, com sede em Foxborough, Massachusetts, mantendo seu nome temático em homenagem a Festa do chá de Boston após se mudar para Jacksonville. Eles jogavam futebol ao ar livre e indoor, com o Gator Bowl Stadium e o Jacksonville Coliseum. 

## História
A equipe originou-se como New England Tea Men, que se juntou à North American Soccer League (NASL) como uma equipe de expansão para a temporada de 1978-1979. Seu proprietário era a empresa de chá Lipton, que deu à equipe um nome incomum em referência a Festa do chá de Boston. Em sua primeira temporada, o Tea Men tinha um contrato para jogar no Foxboro Stadium em Foxborough, Massachusetts, casa do time New England Patriots National Football League (NFL). O time chegou aos playoffs da liga e vendeu bem na primeira temporada, mas foi forçado a deixar seu estádio no ano seguinte, e as vendas caíram vertiginosamente. Eles puderam retornar a Foxboro em 1980, mas com um contrato novo e restritivo que os obrigou a jogar muitos jogos fora dos horários de folga. As vendas de ingressos despencaram ainda mais, e Lipton decidiu realocar a equipe para Jacksonville, Flórida .  